# Cröchern
Cröchern ist ein Ortsteil der Gemeinde Burgstall im Nordosten des Landkreises Börde in Sachsen-Anhalt.

## Geografie
Unmittelbar östlich der Colbitz-Letzlinger Heide entspringt der Tanger-Quellbach, der nahe Tangermünde in die Elbe fließt. Die waldreiche Umgebung (Blätzer Wald südlich von Cröchern mit einer Fläche von rund 50 km²) steigt nach Westen leicht an und erreicht in den Steinbergen 107 m ü. NN. Die Stadt Tangerhütte im Landkreis Stendal liegt zirka 13 Kilometer entfernt, die ehemalige Kreisstadt Wolmirstedt etwa 16 Kilometer.
Zur ehemaligen Gemeinde Cröchern gehörte der Ortsteil Blätz.

## Geschichte
Cröchern war der Stammsitz des Magdeburger Uradelsgeschlechts von Kröcher, das sich später in der Mark Brandenburg verzweigte und bis heute besteht. Urkundlich erscheinen diese erstmals im Jahr 1184 mit Radobo de Crochere.
Das Heidedorf Cröchern lag bis zur Auflösung Preußens im Jahr 1947 in der Provinz Sachsen des Königreiches Preußen und hatte eine direkte Grenze zum braunschweigischen Amt Calvörde.
Am 2. November 1919 kam es zu einer Notlandung des Zeppelin-Luftschiffes „Bodensee“ bei Cröchern, siehe LZ-120-Notlandung bei Cröchern.
Am 1. Juli 1950 wurde die bis dahin eigenständige Gemeinde Blätz eingegliedert.
Am 1. Januar 2010 schlossen sich die bis dahin selbstständigen Gemeinden Cröchern, Dolle, Sandbeiendorf und Burgstall zur neuen Gemeinde Burgstall zusammen.

## Wappen
Das Wappen wurde am 27. Oktober 1994 durch das Regierungspräsidium Magdeburg genehmigt.
Blasonierung: „In Silber ein roter Schräglinksbalken mit silberner Hirschstange, die Schildflächen damasziert.“
Die Gemeindefarben waren Rot und Silber (Weiß).

## Verkehrsanbindung
Zweieinhalb Kilometer westlich von Cröchern verläuft die Bundesstraße 189 (Magdeburg–Stendal), weitere Landstraßen führen über Sandbeiendorf bzw. Burgstall nach Tangerhütte. Die Bahnlinie Magdeburg–Stendal verläuft östlich von Cröchern (Bahnhöfe Tangerhütte und Angern-Rogätz). Der Ortsteil Cröchern hat in unmittelbarer Nähe seit 14. September 2020 einen Autobahnanschluss über die Anschlussstelle Tangerhütte (AS 19) an der Altmark-Autobahn A14 von Magdeburg über Stendal und Wittenberge nach Schwerin. Die Nordverlängerung der Bundesautobahn 14 ist aber noch nicht durchgängig befahrbar, da noch nicht alle Streckenabschnitte fertig gebaut wurden bzw. manche Abschnitte sich noch in der Planung befinden.

## Persönlichkeiten
- Johannes Benjamin Brennecke (1849–1931), Arzt und Geheimer Sanitätsrat, wurde in Cröchern geboren.